# Milan Martić
Milan Martić (en serbe cyrillique : Милан Мартић), né le 18 novembre 1954 à Knin, est un homme politique yougoslave, Serbe de Croatie.

## Biographie

### Carrière politique
Milan Martić a exercé des responsabilités de chef de la police à Knin, durant l'administration yougoslave. Après la création, en juillet 1990, d'un « Conseil national serbe » créé en réaction à la victoire des nationalistes croates aux élections parlementaires croates tenues aux mois d'avril et mai, puis la proclamation par Milan Babić d'une « Région autonome serbe de Krajina », Milan Martić organise une milice paramilitaire serbe au service de l'entité autoproclamée, qui se mue le 19 décembre 1991 en république serbe de Krajina, non reconnue par la communauté internationale et dont Milan Babić prend la tête.
Entre la naissance de la république serbe de Krajina en 1991 et son effondrement en août 1995, Milan Martić occupe divers postes de responsabilité au sein des institutions de la RSK.

### Condamnations
Le 12 juin 2007, Milan Martić est reconnu coupable, par le Tribunal pénal international pour l'ex-Yougoslavie siégeant à La Haye (Pays-Bas), de 16 chefs d'accusation qualifiés de crimes contre l'humanité et de crimes de guerre, tels que meurtres, déportations, tortures et autres atrocités commises à l'encontre de populations non-serbes en république serbe de Krajina lors de la guerre d'indépendance de la Croatie de 1991 jusqu'à l'effondrement de la RSK en août 1995. Pour ces faits, M. Martić est condamné à 35 ans de prison.